# Каракалпакия (посёлок)
Каракалпакия (каракалп. Karakalpakiya / Каракалпакия) — посёлок городского типа в Кунградском районе Каракалпакстана, Узбекистан. В посёлке расположена одноимённая железнодорожная станция (на линии Найманкуль — Бейнеу).
Статус посёлка городского типа с 1971 года.

## Население
| 1989 |  |
| ---- |  |
| 3013 |  |